# Nombre de Salem
Pour les articles homonymes, voir Salem.
En mathématiques, un entier algébrique réel strictement supérieur à 1 est un nombre de Salem si tous ses conjugués ont un module inférieur ou égal à 1, et au moins un conjugué a un module égal à 1. Les nombres de Salem apparaissent en approximation diophantienne et en analyse harmonique. Ils sont nommés en l'honneur de Raphaël Salem.

## Propriétés
- Comme il a une racine de module 1, le polynôme minimal d'un nombre de Salem α doit être égal à son polynôme réciproque. Il en résulte que :
  - 1⁄α fait partie des conjugués de α (donc est, lui aussi, un entier algébrique)
  - tous les conjugués de α ont un module égal à 1, sauf α et 1⁄α.
- Le plus petit nombre de Salem connu est la plus grande racine réelle du polynôme de Lehmer[1] :

{\displaystyle X^{10}+X^{9}-X^{7}-X^{6}-X^{5}-X^{4}-X^{3}+X+1~.}
Ce nombre vaut approximativement 1,17628.
On ignore s'il existe un plus petit nombre de Salem.